# Kaple svaté Máří Magdaleny (Chelčice)
Kaple svaté Máří Magdalény Na Lázni je osaměle stojící kaple na louce nedaleko pramene léčivé vody, a někdejšího hospodářského dvora s lázní, nyní hospody čp. 43,  v katastrálním území obce Chelčice v okrese Strakonice v Jihočeském kraji. Od 3.5.1958 je chráněna jako kulturní památka ÚKSPP kat. č.1000157887

## Poloha
Kaple je situována východně od obce Chelčice na prameni, který vede ZV směrem od pole při obci Chelčice, severně od obce Libějovic, v lokalitě zvané "Na Lázni". Asi 300 metrů od kaple směrem jihovýchodním vede silnice od Libějovic a při ní je bývalý zemědělský dvůr čp. 43, zvaný Na Lázni. Kolem kaple vede z Vodňan k poutní kapli v Lomci značená modrá turistická cesta, nazývaná Stezka  Julia Zeyera, cyklotrasa č. 1099 a navazuje na ni Libějovická alej, vysazená v letech 1770-1772.

## Historie
Pramen vyvěrající na poli východně od obce Chelčice jako studánka podle legendy v 50. letech 17. století uzdravil z nevyléčitelné nemoci chromou manželku majitele libějovického panství a v letech 1656-1661 hejtmana R. T. Bauera. Opakované koupele ve vodě přičítala zázračné moci Panny Marie, ke které se modlila. Z vděčnosti zavěsila na strom tabulku s vyobrazením Panny Marie a s popisem zázraku. Pověst o zázračné moci vody přivedla k prameni další nemocné, kteří vydávali svědectví o svém uzdravení. 
Raně barokní centrální kapli dal v letech 1660-63 postavit u léčivého pramene generál Karel Albert hrabě Buquoy (1607-1667) na své náklady. Zvolil zasvěcení na památku své matky Marie Magdaleny (1573–1654), lombardské hraběnky de Biglia, a po její matce z rodu Viscontiů. Papežská konzistoř kapli uznala za římskokatolickou svatyni a udělila jí roku 1673 papežskou licenci pro konání bohoslužeb. Kaple během druhé světové války zpustla a její devastaci zastavila teprve dílčí oprava z roku 1974. Kompletní obnova pláště následovala po roce 2000. Interiér na svou rekonstrukci ještě čeká.
Jihovýchodně od kaple je v zalesněném terénu bývalý hospodářský dvůr čp. 43, který byl roku 1768 upraven na lázně; ty byly v provozu do 30. let 20. století, poté zpustly a ohradní zeď byla pobořena. V současné době zde byl obnoven provoz zahradní (lesní) hospody,  stojí jen hrubě omítnutá vstupní brána bez vrat a v roce 2021 probíhají uvnitř dvora stavební práce. 

## Architektura
Kaple byla postavena na půdorysu nepravidelného šestiúhelníka, se šestibokou  střechou, šestibokou jehlancovou věží konkávně projmutou a završenou nástavbou lucerny s cibulovitou bání. Ve stěnách má pouze dvě okno a polokruhovým záklenkem v kamenném ostění, kryté okenicí. Na opačné straně je vchod s pravoúhlým kamenným ostěním a dveřmi pobitými železnými pláty. Osvětlení zajišťují tři obdélná okénka v lucerně. Střecha má prejzovou keramickou krytinu. Omítky zdiva jsou žluto-bílé. Architekt stavby není znám, podle jejího rustikálního charakteru šlo o dílo venkovského stavitele. V interiéru se údajně dochoval obraz Panny Marie. Historická podoba interiéru zatím nebyla obnovena.